# 廊坊师范学院
廊坊师范学院，简称廊师院，是中华人民共和国的一所全日制本科公办省属普通高等学校，位于河北省廊坊市。
2000年3月，廊坊师范专科学校、廊坊教育学院和廊坊师范学校合并为廊坊师范学院。
学校的教学氛围浓厚，日语系为国家特色专业，评级A+，另外还有许多省级特色专业，学生读完本科学位以后可以直接深入清华继续读研究生。